# برنهارد فوگل
برنهارد فوگل (انگلیسی: Bernhard Vogel؛ زادهٔ ۱۹ دسامبر ۱۹۳۲ – درگذشتهٔ ۲ مارس ۲۰۲۵) سیاست‌مدار اهل آلمان بود.
برنهارد فوگل در ۲ مارس ۲۰۲۵، در سن ۹۲ سالگی درگذشت.
وی همچنین برندهٔ جوایزی همچون حلقه لایبنیتس هانوفر و جایزه بامبی شده‌است.